# 冈氏壮绵鳚
冈氏壮绵鳚，為輻鰭魚綱鱸形目绵鳚亞目绵鳚科的其中一種，分布於南冰洋海域，屬底棲性魚類，棲息深度2025-2037公尺，體長可達26.2公分。

## 扩展阅读
維基物種上的相關：冈氏壮绵鳚